# Инвалиденфридхоф

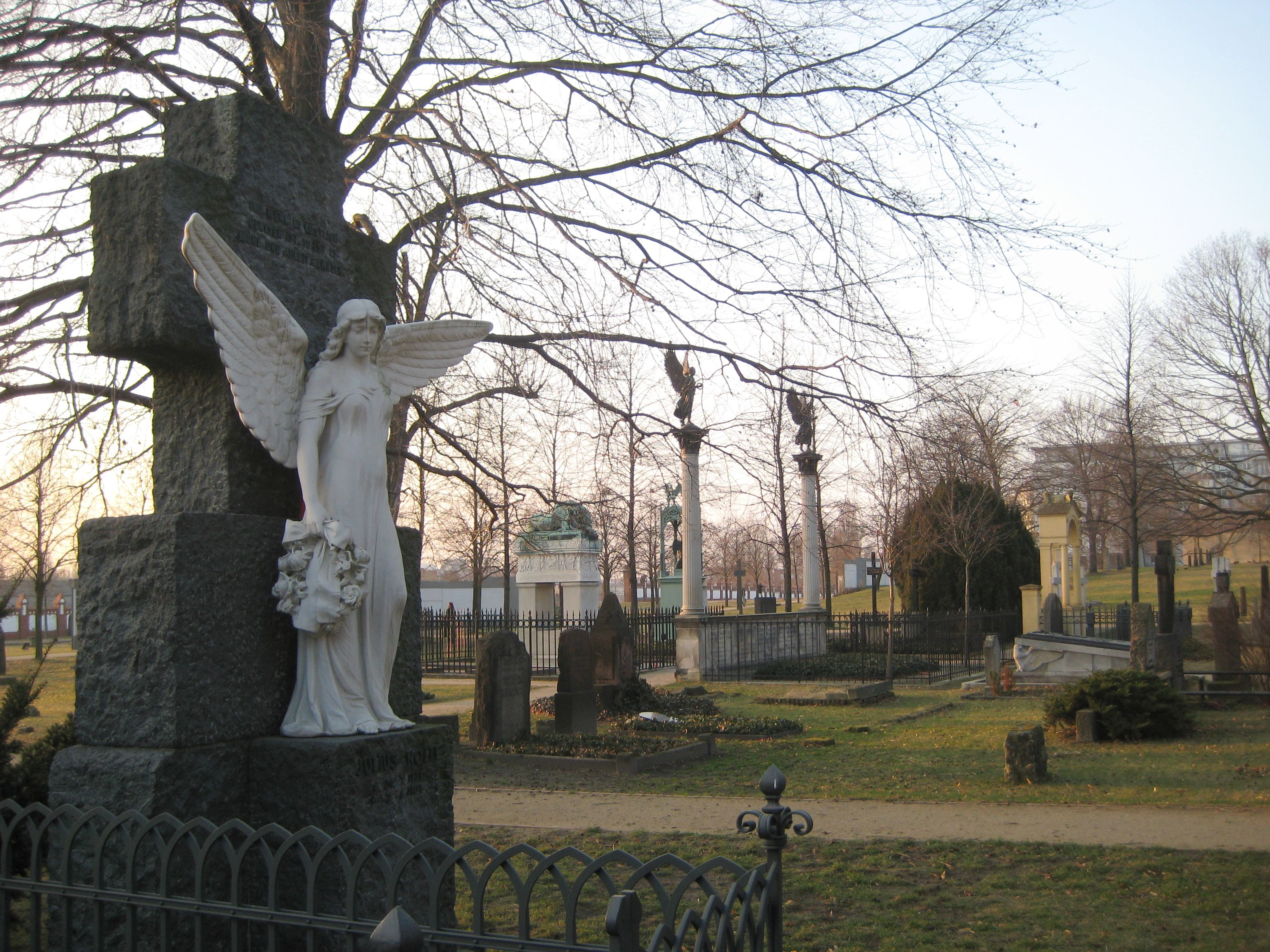
Кладбище Инвалиденфридхоф в Берлине

Инвали́денфридхоф (Инвалидское кладбище, нем. Invalidenfriedhof) — историческое кладбище и памятник архитектуры в Берлине. Располагается в районе Митте между улицей Шарнхорстштрассе и Берлинско-Шпандауским судоходным каналом, к северу от здания федерального министерства экономики и энергетики Германии. Инвалиденфридхоф — одно из самых старых кладбищ Берлина, является памятником прусской и немецкой военной истории. На пострадавшем во Вторую мировую войну и разделённом Берлинской стеной во времена холодной войны кладбище площадью в 2,54 га сохранилось около 230 могил.
Инвалидское кладбище появилось при доме инвалидов, который для участников Силезских войн в 1746 году основал на пустовавших землях близ «Шарите» король Пруссии Фридрих II.